# 林瑤棋
林瑤棋（1936年—2023年5月5日），筆名姚奇，臺灣臺中龍井人，長年在臺中大雅行醫，並且研究臺灣的姓氏、民俗、醫療史。

## 生平與行醫
林瑤棋生於1936年，為日治時期末龍井林家的長孫。1969年，自中山醫學專科學校畢業後，他就決心在鄉下行醫，先在沙鹿光田綜合醫院服務，後至大雅開設真生診所。
林瑤棋早年就積極投入大雅的社區衛教，宣導正確醫學治療。大雅在地議員許水彬說自己從小是林瑤棋看大的，稱其是「地方守護神」。因祖父曾因貧苦無法就醫，林瑤棋對貧窮的患者不收費。
2007年11月12日，醫師節，林瑤棋與巫永德、陳榮基、童瑞欽、王先震、吳輝雄、謝輝龍、何勝銘，因在專業領域、執業社區有成就，獲傑中華民國醫師公會全國聯合會頒發醫師醫療奉獻獎。之後2018年並台中市政府頒發醫療貢獻獎當天，林瑤棋不滿臺中市市長林佳龍在會場作選舉造勢，當場退還獎牌。次日，林瑤棋說非衝著市長而來，是從醫以來為了不與病人有距離，絕不談論政治，純粹希望頒獎要隆重些。
2023年5月5日晚，林瑤棋去世。

## 著作與研究
林瑤棋自十六歲開始寫日記，其習慣效仿曾任清朝武官的曾祖父，除戰時外其餘未曾中斷。林瑤棋日記內容涵蓋對於祖先、親人、旅遊、行醫生涯、年節習俗、鄉土文化等。因利用具有行事曆的記事本寫日記，而能夾帶車票、契約書等各式單據。在許雪姬的建議下，林瑤棋曾花八個月將日記錄近一百萬字，配合照片來集結成兩大冊，自費印三百套。林瑤棋自費出版《我走過4個年代》家族傳記式的書籍連自己孩子的出生證明、成績單、稅賦、就醫等資料一應俱全，成為研究臺灣史的資料。林瑤棋會察看之前的日記，已找過去紀錄，整理成為文章發表。像他曾將六十年來對醫療現象和醫療制度的變遷，寫成《透視醫遼卡夫卡》一書，獲讀者好評。後來他日記改用臉書書寫，最後一篇文是2023年1月6日。
1990年代的《聯合報》，林瑤棋開設「姓典」專欄講述各姓氏的軼事，如講福建龍巖的游姓人家因與祖居族親不和而改為尤姓，在臺灣屬於廖日享後裔的廖姓有不能吃雞頭的禁忌。曹銘宗曾說一次身為台灣各姓淵源研究學會理事長的林瑤棋，曾以「人不能輸給狗」，激將一名養有純種犬的議員去修族譜。2006年，林瑤棋應臺南官田西庄陳氏族譜修纂委員會請求，親赴福建追查陳水扁祖先系譜，發現其先祖不是出於詔安縣太平鎮白葉村的客家人陳鳥，而是詔安縣金星鄉長田保磁窯村的閩南人陳烏。2017年11月13日，林瑤棋接受NHK電視台鈴木伸治等採訪，解說臺灣的姓氏。
在平面媒體，林瑤棋以筆名「姚奇」連載文章、在廣播電台主持鄉土節目，且是中國人類學會名譽會長。在網路的醫聲論壇，林瑤棋設有「老仙ㄟ講古」專欄，講述臺灣的民俗等。他曾田野調查神岡圳堵張氏家族自乾隆從泉州同安縣移民以來的家族史，於2000年11月3日，以《台灣源流》雜誌發行人身分，在國史館舉行的「台灣與中國大陸關係史討論會」上發表「台中圳堵張氏家族發展之探討」論文。

## 出版著作
- 林瑤棋. . 大康出版社. 2021. ISBN 9789866353406.
- 林瑤棋. . 大康出版社. 2019. ISBN 9789866353413.
- 林瑤棋. . 大康出版社. 2017. ISBN 9789866353383.
- 林瑤棋. . 大康出版社. 2017. ISBN 9789866353390.
- 林瑤棋. . 大康出版社. 2014. ISBN 9789866353338.
- 林瑤棋. . 大康出版社. 2014. ISBN 9789866353307.
- 林瑤棋. . 大康出版社. 2012. ISBN 9789866353253.
- 林瑤棋. . 大康出版社. 2007. ISBN 9789868347427.
- 林瑤棋. . 大康出版社. 2006. ISBN 9789868216884.
- 林瑤棋. . 大康出版社. 2005. ISBN 9868061059.
- 林瑤棋. . 大康出版社. 2004. ISBN 9789868061002.
- 林瑤棋. . 大康出版社. 2004. ISBN 9789868029163.
- 林瑤棋. . 恆藝社文化. 2003. ISBN 9789573071563.[]

## 對外連結
- 林瑤棋的Facebook專頁